# فرهنگستان علوم آلمان در برلین

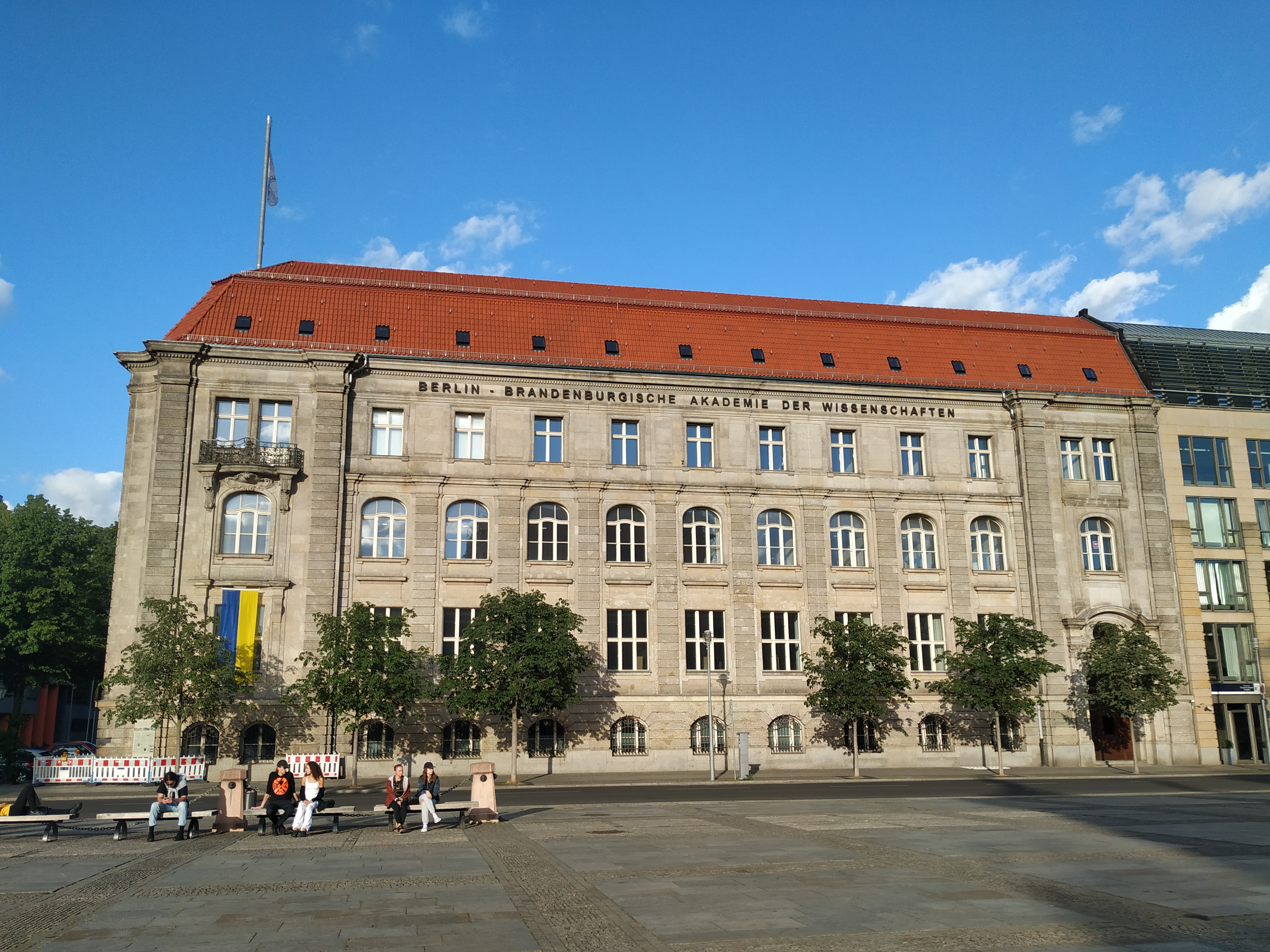
محل آکادمی در ژاندارمن مارکت

فرهنگستان علوم آلمان در برلین، آلمانی: Deutsche Akademie der Wissenschaften zu Berlin (DAW)، در سال ۱۹۷۲ به فرهنگستان علوم آلمان شرقی تغییر نام داد، برجسته‌ترین بنیاد پژوهشی در آلمان شرقی بود.
این فرهنگستان در سال ۱۹۴۶ در تلاش برای ادامه سنت فرهنگستان علوم پروس و انجمن علوم براندنبورگ که در سال ۱۷۰۰ توسط گوتفرید لایبنیتس بنا نهاده شده بود، تأسیس شد. فرهنگستان یک جامعه دانش‌آموخته (جامعه بورسیه) بود که عضویت در آن از طریق انتخابات به منزله قدردانی علمی بود. برخلاف سایر فرهنگستان‌های علوم، این فرهنگستان میزبان یک جامعه علمی از موسسات تحقیقاتی غیر دانشگاهی بود.
پس از اتحاد مجدد آلمان، جامعه دانش‌آموخته فرهنگستان از موسسات تحقیقاتی خود و هر گونه وابسته دیگر جدا شد و در پایان در سال ۱۹۹۲ منحل شد. از سال ۱۹۹۳، فعالیت‌های اعضا و دانشکده توسط انجمن علمی تازه تأسیس لایب‌نیتس (Leibniz-Sozietät der Wissenschaften) ادامه یافت. پروژه‌ها و سرمایه‌گذاری‌های تحقیقاتی معلق و ناتمام فرهنگستان به فرهنگستان علوم انسانی برلین-براندنبورگ، که در سال ۱۹۹۲ تأسیس شد، ارسال شد. مؤسسه‌های متعدد فرهنگستان در ۳۱ دسامبر ۱۹۹۱ منحل شدند و تا حدی به سازمان‌های دیگری مانند انجمن لایب‌نیتس، انجمن هلمهولتس مراکز تحقیقاتی آلمان، انجمن ماکس پلانک و انجمن فرانهوفر سازمان‌دهی شدند. تعدادی از مؤسسات کوچک و پروژه‌های مرتبط حفظ شده و به مؤسسات دیگری مانند مؤسسه باستان‌شناسی آلمان منتقل شده است.

## از سال ۱۹۷۲ تا ۱۹۴۶
فرهنگستان علوم آلمان در برلین جانشین فرهنگستان علوم پروس بود که توسط گوتفرید لایبنیتس در سال ۱۷۰۰ تأسیس شده بود. پس از پایان جنگ جهانی دوم، بر اساس فرمان شماره ۱۸۷ اداره نظامی شوروی در آلمان در ۱ ژوئیه ۱۹۴۶، در سیصدمین سالگرد تولد لایبنیتس، مجدداً تأسیس شد. فرهنگستان قرار بود به برجسته‌ترین مؤسسه علمی در آلمان تبدیل شود. سازماندهی مجدد تا حد زیادی تحت تأثیر ایده‌های آکادمی علوم اتحاد جماهیر شوروی قرار گرفت.

## از سال ۱۹۸۹ تا ۱۹۷۲
این مؤسسه به برجسته‌ترین فرهنگستان جمهوری دموکراتیک آلمان تبدیل شد و بر این اساس در سال ۱۹۷۲، زمانی که تقسیم آلمان به عنوان دولت پذیرفته شد، به فرهنگستان علوم تغییر نام داد. در دهه ۱۹۸۰، فرهنگستان علوم خود رشد کرده بود تا بیش از ۲۰۰ عضو، از جمله حدود ۲۲ دانشمند آلمان غربی را در خود استخدام کند. آکادمی تحقیقات ۵۹ مؤسسه را که ۲۲۰۰۰ نفر را استخدام می‌کردند، هماهنگ کرد.

## بازگشایی و تأسیس مجدد (۱۹۹۳–۱۹۸۹)
پس از فروپاشی دیوار برلین، اعضای فرهنگستان با رد نقش رهبری حزب اتحاد سوسیالیست آلمان، خواستار اصلاح فرهنگستان شدند.
در ۲۷ ژوئن ۱۹۹۰، دولت جدید جمهوری دموکراتیک آلمان، فرهنگستان را دوباره سازماندهی کرد و آن را به یک مؤسسه عمومی تبدیل کرد. تا اواخر سال ۱۹۹۱، مؤسسات سابق از فرهنگستان جدا ارزیابی شدند یا منحل شدند یا به سازمان‌های مختلف، عمدتاً انجمن علمی گوتفرید ویلهلم لایب‌نیتس، واگذار شدند. از آنجایی که ایالت‌های برلین و براندنبورگ ادامه فرهنگستان را به دلیل نقش آن در جمهوری دموکراتیک آلمان نامناسب می‌دانستند. فرهنگستان که در آن زمان حدود ۴۰۰ عضو داشت، منحل شد و آکادمی علوم انسانی برلین-براندنبورگ در سال ۱۹۹۲ تأسیس شد.